# Restormel-vár
A Restormel-vár (korni nyelven  Kastel Rostorrmel) középkori normann erőd az angliai Cornwallban, Lostwithiel községtől nem messze. A Fowey folyó partján fekszik és a  launcestoni, tintageli és Trematon-vár mellett az egyik legjelentősebb normann erőd a megyében. Restormel tökéletes kör alaprajzáról ismert. Egykor Cornwall earljének fényűző rezidenciája volt, az angol forradalmat követő években azonban elpusztult. A turisták által is látogatható romokat ma az English Heritage gondozza.

## Építészete

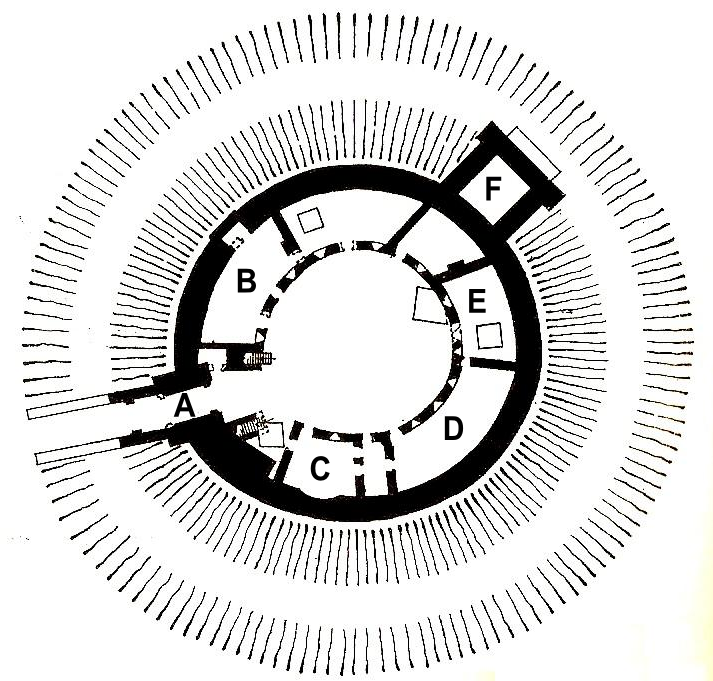
A vár alaprajza; A – kapu; B – vendégszobák; C – konyha; D – nagyterem; E – a várúr és családja magánlakosztálya; F – kápolna

A Restormel-vár egy eredetileg kétszintes, belső várudvarral készült, tökéletesen kör alaprajzú, palából épült shell keep. A helyiségeket a várfal belső oldalára felfűzve alakították ki, mely a 13. századi divat egyik szélsőséges példája volt. Az erődben helyet kapott egy konyha, egy nagyterem, vendégszobák, a várúr magánlakosztálya és egy kápolna is. Vizet egy természetes forrás biztosított. A belső vár egy négyzetes alaprajzú, mára többnyire romos kaputornyon keresztül érhető el. Ez a torony lehetett a vár első, részben kőből épült eleme. Az ezzel szemben álló toronyban kapott helyet a várkápolna. Korábban létezett egy, a külső várudvart szegélyező várfal is, ez azonban nyom nélkül elpusztult. A történelmi feljegyzések szerint egy kútbörtön is létezett, mára azonban ez is megsemmisült.
Amikor a korábban itt álló, fából és földből készült erődöt kőből megerősítették, a munkások a hagyományostól eltérő technikát alkalmaztak: a falak alapjait először kb. 1,8 m mélyre levitték és az eredetileg magasabb várdomb tetejét részben elkotorták. Ezzel szemben a tipikus átalakítás az volt, hogy a várdomb tetején körbe falazták fel az új szerkezeteket.

## Története
A vár valószínűleg a normann inváziót követően, 1100 körül épült, építését Baldwin Fitz Turstin helyi főszolgabíró rendelte el. Az eredeti vár egy földhalomvár lehetett, és egy szarvas park közepén kapott helyet. Emellett a Fowey folyó elsődleges átkelőjét felügyelte, mely fontos stratégiai pontnak számított. Később a folyó felsőbb szakaszán építettek egy hidat, így ennek jelentősége csökkent. A helyszín nem a legtökéletesebb egy vár felépítéséhez, ideálisnak bizonyult azonban a nagyobb vadászatok megrendezéséhez, ezért feltételezhető, hogy kiválasztásakor nem csak a stratégiai szempontokat vették figyelembe.
1192 és 1225 között Robert de Cardinham volt a vár ura. Ő rendelte el a belső védőfalak felépítését és a kaputorony kőből történő átépítését, így a vár mai kinézete is neki köszönhető. Ekkoriban alapították a közeli Lostwithie falut is. A vár évekig a Cardinhamok tulajdona volt, akik szívesebben időztek itt, mint korábbi Old Cardinhami várukban. Amikor Andrew de Cardinham lánya, Isolda de Cardinham, hozzáment Thomas de Tracey-hez, Restormel 1264-ig de Tracey tulajdona lett.

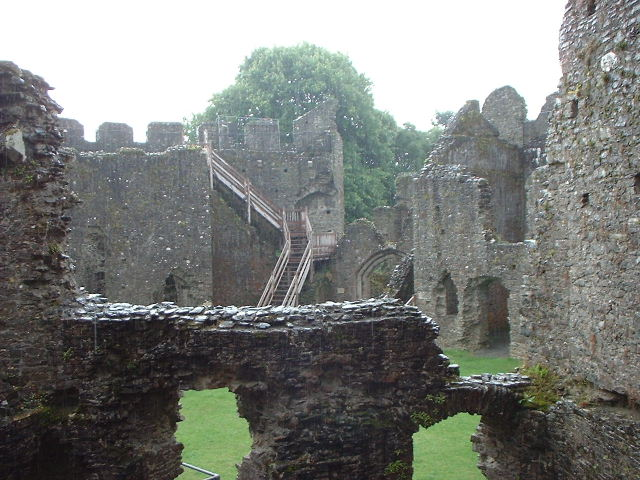
Restormel belső tere

A III. Henrik idején kitörő belső harcok során 1264-ben Simon de Montfort, Leicester 6. earlje harc nélkül elfoglalta a várat. Erre válaszul Cornwall korábbi főszolgabírója, Sir Ralph Arundell 1265-ben a vár ellen indult. Isolda de Cardinham végül 1270-ben III. Henrik öccsének és Cornwall earljének, Richárdnak adta a várat. Miután Richárd 1271-ben meghalt, fia, Edmund Restormelt tette meg birtokai gazdasági központjává. Felépíttette a belső termeket, aminek köszönhetően a vár egy kisebbfajta kastéllyá vált, melyben fényűző lakhely és vezetékes víz is volt. Restormel adott otthont az ónbányászok törvényszékének és innen felügyelték a falu jövedelmező ónbányáit is.
Edmund 1299-es halálát követően Restormel az angol királyra szállt, 1337-ben a Cornwalli Hercegség 17 ősi kastélyának (antiqua maneria) egyike lett. Annak ellenére, hogy ritkán használták, Eduárd walesi herceg 1354-ben és 1365-ben is a várba látogatott. Ezek alkalmából a várba hívta hűbéreseit, akik megerősítették neki tett esküjüket. Gascogne elvesztését követően a várból az ingóságokat más főúri rezidenciákra szállították. Várúr hiányában előtérbe került a várgondnokság szerepe és a birtok hatékony gazdálkodásáról vált híressé.
Restormel csupán egyszer vált katonai tevékenység helyszínévé: az angol forradalom idején I. Károly csapatai sikeresen elfoglalták a köztársaságpártiaktól. A király csapatait Sir Richard Grenville, egy helyi nemes vezette, aki már a polgárháború kitörése előtt a fowey-i parlament tagja volt. Grenville 1644. augusztus 21-én rohanta le a várat.
Azt nem tudni, hogy a forradalom győztesei szándékosan rombolták-e le, de 1740-re a várból már csak romok álltak. Idővel népszerű turisztikai célponttá vált, 1846-ban a Fowey folyón felhajózva még a királyi család is meglátogatta.

## A vár napjainkban
1925-ben Cornwall hercege, a később VIII. Eduárd néven trónra lépő Eduárd az államra bízta a várat. A Restormel-vár ma népszerű turisztikai célpont és védett műemlék, melyet az English Heritage gondoz.
1999-ben a megújított cornwalli ónbányászok törvényszékének néhány tagja több cornwalli műemlékről, többek között a Restormel-várról is eltávolította az angol örökségvédelem tábláit. Tettüket azzal magyarázták, hogy a helyszínek a cornwalli örökség részei, nem az angolé, így ennek megfelelő táblákat kellene kihelyezni. Az ügy következményeként a szervezet három tagjának bírságot és kártérítést kellett fizetnie.
2007-ben a British Archaeology című újság hírt adott egy római kori erőd maradványainak felfedezéséről Restormeltől nem messze.

## Fordítás
Ez a szócikk részben vagy egészben  a   Restormel Castle című angol Wikipédia-szócikk ezen változatának fordításán alapul.  Az eredeti cikk szerkesztőit annak laptörténete sorolja fel. Ez a jelzés csupán a megfogalmazás eredetét és a szerzői jogokat jelzi, nem szolgál a cikkben szereplő információk forrásmegjelöléseként.